# Línea Jammu-Sialkot

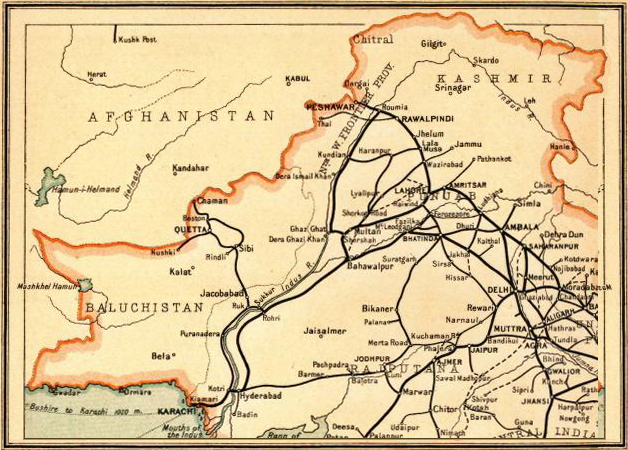
Mapa del ferrocarril del noroeste 1908

La línea Jammu-Sialkot se construyó como una extensión de la línea Wazirabad-Sialkot construida en 1883-1884, por iniciativa del gobierno del maharajá ante la idea de interconectar las múltiples regiones del país con las regiones circundantes. [9]  El Maharajá Ranbir Singh ( r. 1830–1885 ) escribió al Gobernador General de la India con una propuesta ofreciéndole financiar su construcción, la cual fue acordada tras las primeras semanas de negociación. Pronto fue sucedido por el maharajá Pratap Singh, quien continuó las negociaciones que culminaron en un acuerdo beneficioso para ambas partes, tanto estatal como de la empresa local. El acuerdo estipulaba que el ferrocarril sería operado por North Western Railway, que el maharajá recibiría el uno por ciento de interés sobre la inversión y que las ganancias superiores al uno por ciento se compartirían equitativamente entre el noroeste y el gobierno del maharajá. durante cinco años, sujeto a un nuevo acuerdo después de la expiración del plazo. [11]  La inversión del maharajá estuvo cerca de Rs. 1 millón  (1,3 millones según otras cuentas  ). Sin embargo, esta cláusula fue cancelada en el acuerdo complementario y, en su lugar, el tramo de la línea Punjab fue financiado por el Gobierno de la India bajo la premisa de a futuro interconectar la región de manera que pudieran tener completamente unidas todas las regiones del país en esa zona.
La construcción se realizó entre 1888 y 1890. Se informa que el tramo del ferrocarril en Punjab se tendió con 60 libras rieles de hierro forjado de segunda mano, pero la sección de Jammu y Cachemira se colocó con 75 libras Rieles de acero nuevos. Esto a posteriori fue expandido conforme a las especificaciones de las nuevas vías y las normativas generales hasta su final.

## Estaciones

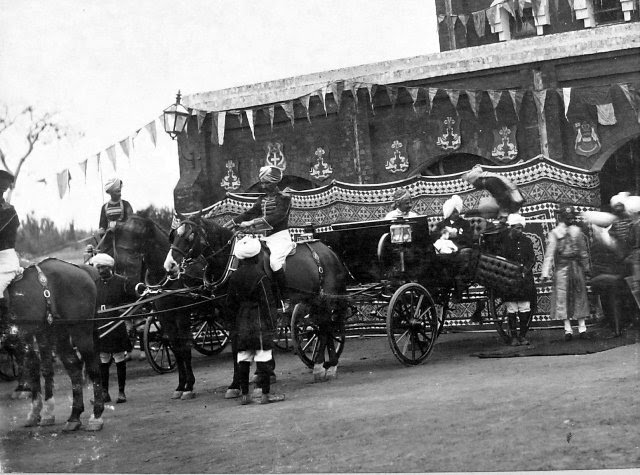
Antigua estación de Jammu (ahora demolida), en Bikram Chowk

En el horario de 1935, el horario de la sección muestra cuatro pares de trenes de pasajeros que circulan entre Sialkot y Jammu (Tawi). Dos parejas corrieron desde Wazirabad y dos parejas desde Sialkot. El tiempo de viaje entre Sialkot y Jammu (Tawi) fue de unos 90 minutos en promedio. Las estaciones intermedias que figuran en el horario son (de oeste a este) Sialkot Cantonment, Suchetgarh, Ranbir Singh Pora, Miran Saheb y Jammu Cantonment. La frontera estatal de Jammu y Cachemira cruzó la línea 0,26 millas (0,42 km) al este de la estación Suchetgarh. Así, la primera estación del lado estatal fue Ranbir Singh Pora.

## Fin de los servicios
Después de la partición de la India el 15 de agosto de 1947, el nuevo Dominio de Pakistán heredó el Ferrocarril Noroeste. El gobierno del maharajá Hari Singh llegó a un acuerdo de suspensión con Pakistán para la continuación de todos los acuerdos preexistentes. Sin embargo, Pakistán suspendió el servicio ferroviario alrededor del 18 de septiembre de 1947. Jammu y Cachemira consideraron que el acto era una violación del acuerdo de statu quo. También creó dificultades para los musulmanes de Jammu que querían encontrar seguridad en Sialkot en medio de la creciente tensión comunitaria en Jammu. Con la adhesión del Estado a la India el 26 de octubre y la guerra de Cachemira entre los dos Dominios, la suspensión de la línea ferroviaria se volvió permanente. El servicio de trenes nunca se reanudó.
Posteriormente, la línea ferroviaria quedó en mal estado. En junio-julio de 1948, cuando hubo una pausa en los combates de la Guerra de Cachemira después de la llegada de la UNCIP, el Cuerpo de Ingenieros del Ejército de la India utilizó los rieles de acero del ferrocarril para reparar secciones de carreteras dañadas por las fuerzas paquistaníes.
Los edificios de la estación, como el de Ranbir Singh Pora y otros, quedaron abandonados. En 2000, la antigua estación de tren de Jammu (Tawi) fue demolida para dar paso a un centro de arte. 
Indian Railways construyó una nueva línea ferroviaria entre Pathankot en el Punjab indio y Jammu. El tramo Pathankot- Madhopur se construyó en 1955, el tramo Madhopur- Kathua en 1965 y el tramo Kathua-Jammu en 1972. Los trenes van desde Jammu a Kanya Kumari en el extremo sur de la India.

## Posible resurgimiento
Se ha sugerido reabrir la ruta al comercio entre India y Pakistán. En julio de 2001, se convocó la Cumbre de Agra para resolver cuestiones de larga data entre Pakistán y la India.  La cumbre no logró producir ningún resultado tangible.  Un estudio detallado realizado en diciembre de 2013 por Ferrocarriles de Pakistán mostró que la línea es inutilizable y requeriría miles de millones de rupias para reparar y potencialmente hacer funcionar trenes de Jammu a Lahore y más hacia Amritsar. Las autoridades arqueológicas ni la división de Ferrocarriles del Norte de la India no han expresado ningún interés en la línea.